# Comuna Kotoriba, Međimurje
Kotoriba este o comună în cantonul Međimurje, Croația, având o populație de 3.224 de locuitori (2011).

## Demografie
Componența etnică a comunei Kotoriba
     Croați (88,86%)
     Romi (9,93%)
     Necunoscut (0,12%)
     Neclasificat (0,84%)
Componența confesională a comunei Kotoriba
     Catolici (96,4%)
     Fără religie și atei (1,46%)
     Necunoscută (1,58%)
     Alte religii (0,56%)
Conform recensământului din 2011, comuna Kotoriba avea 3.224 de locuitori. Din punct de vedere etnic, majoritatea locuitorilor (88,86%) erau croați, cu o minoritate de romi (9,93%). Apartenența etnică nu este cunoscută în cazul a 0,12% din locuitori. Din punct de vedere confesional, majoritatea locuitorilor (96,4%) erau catolici, cu o minoritate de persoane fără religie și atei (1,46%). Pentru 1,58% din locuitori nu este cunoscută apartenența confesională.